# احمد آقالو
احمد آقالو (۹ مهر ۱۳۲۸ – ۳ آذر ۱۳۸۷)، بازیگر تئاتر، سینما، تلویزیون و صداپیشهٔ اهل ایران بود.

## زندگی و حرفه

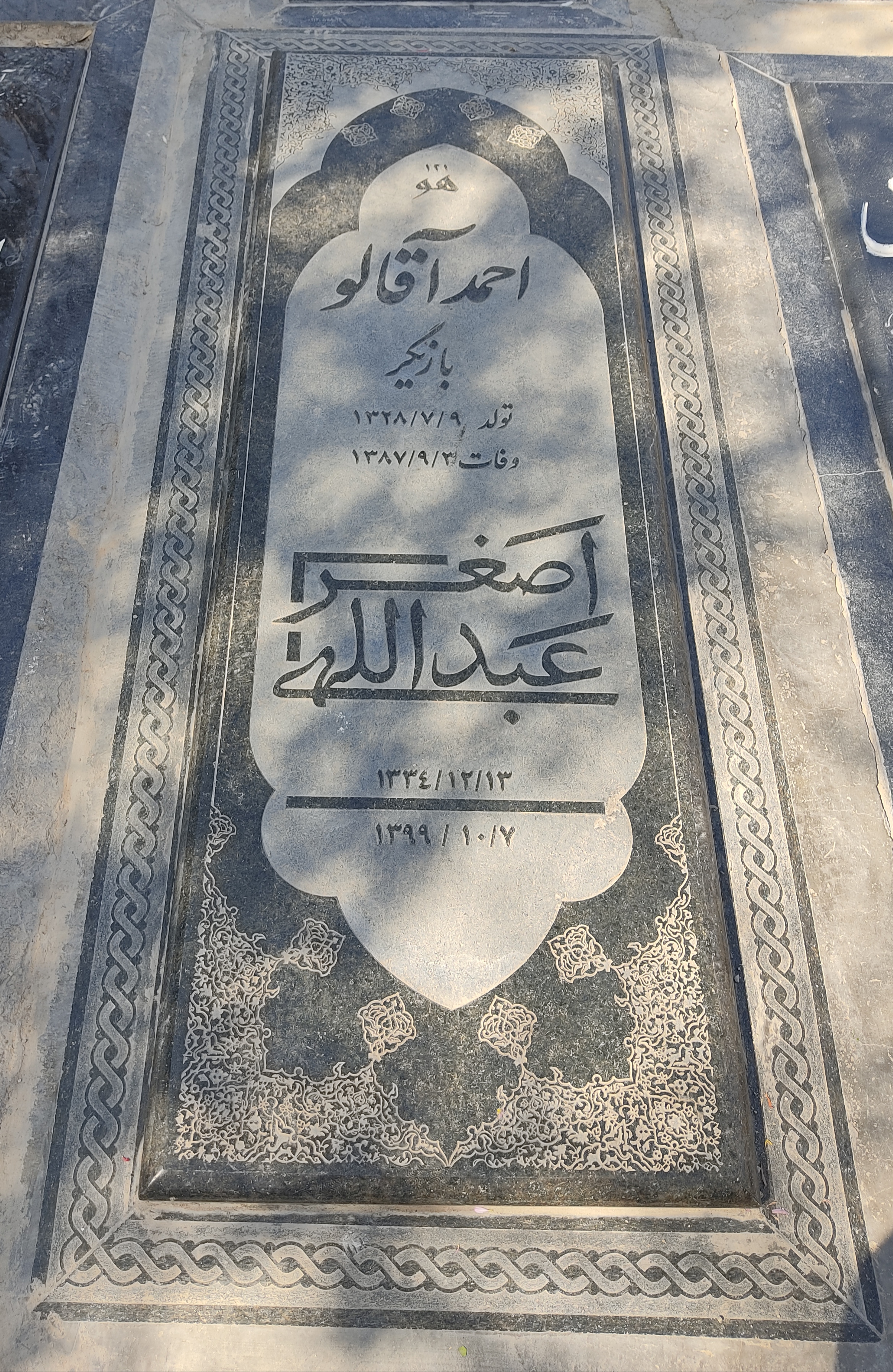
قبر احمد آقالو در قطعه هنرمندان بهشت زهرا

احمد آقالو در سال ۱۳۲۸ خورشیدی در قزوین به‌دنیا آمد. او دانش‌آموختهٔ تئاتر در دانشکدهٔ هنرهای زیبای دانشگاه تهران بود. با بازی در فیلم دادشاه در ۱۳۶۲ به‌عنوان بازیگر به سینما وارد شد. آخرین فیلم سینمایی‌اش پاداش بود که در سال ۱۳۸۷ در آن بازی کرد.

### درگذشت
وی در سحرگاه روز یک‌شنبه سوم آذر ۱۳۸۷ در ۵۹ سالگی بر اثر بیماری سرطان مغز استخوان در منزل خود درگذشت.

### 
یکی از به‌یادماندنی‌ترین نقش‌های آقالو، بازیگری در نقش «کاتب» در مجموعهٔ تلویزیونی افسانهٔ سلطان و شبان به کارگردانی داریوش فرهنگ بود.
آقالو در دوبلاژ، رادیو، بازی در تئاتر و مجموعه‌های مختلف تلویزیونی و فیلم‌های سینمایی فعالیت داشت. صدای گرم و دلنشین او از پویانمایی گرفته تا دوبلهٔ انواع برنامه‌ها و مجموعه‌ها یکی از برتری‌های این هنرمند بود. وی از فقرای سلسله نعمت‌اللهی سلطان علیشاهی گنابادی بود.

## افتخارات
وی دو بار نامزد جایزهٔ جشنوارهٔ بین‌الملی فجر شد. یک بار در ۱۳۸۱ (دورهٔ بیست و یکم) به‌عنوان نقش اول مرد در گاهی به آسمان نگاه کن و یک بار هم در ۱۳۶۸ (دورهٔ هشتم) به‌عنوان نقش دوم مرد در تمام وسوسه‌های زمین.

## فیلم‌شناسی

### سینما
- ۱۳۸۷ - از رئیس‌جمهور پاداش نگیرید
- ۱۳۸۳ - یک تکه نان
- ۱۳۸۱ - گاهی به آسمان نگاه کن
- ۱۳۷۸ - دارا و ندار
- ۱۳۷۷ - مهره
- ۱۳۷۲ - عبور از تله
- ۱۳۷۲ - کودکانی از آب و گل
- ۱۳۶۸ - پاتال و آرزوهای کوچک
- ۱۳۶۸ - تمام وسوسه‌های زمین
- ۱۳۶۴ - زنجیرهای ابریشمی
- ۱۳۶۲ - دادشاه

### تئاتر
- تله‌تاتر نکراسف به نقش آقای پالوتن
- تله‌تئاتر پسران طلایی، ۱۳۸۷
- نمایش خیابانیِ مانیفست چو به کارگردانی محمد رحمانیان
- تله تئاتر تله موش، سال ۱۳۷۶، به کارگردانی حسن فتحی
- تله تئاتر بازپرس وارد می‌شود، سال ۱۳۷۱، به کارگردانی رضا بابک

### تلویزیون
| سال       | نام                                   | سمت    | کارگردان                     | توضیحات                                                                                   |
| --------- | ------------------------------------- | ------ | ---------------------------- | ----------------------------------------------------------------------------------------- |
| ۱۳۸۷      | خرده ستمگران                          | بازیگر | مسعود شاه‌محمدی               | در سال ۱۳۹۲ از شبکه سه پخش شد                                                             |
| ۱۳۸۷      | تله‌تئاتر «پسران طلایی»                | بازیگر | ساسان امیرپور، محمد رحمانیان | در نقش «ال لوئیس»                                                                         |
| ۱۳۸۴–۱۳۸۵ | شهریار                                | بازیگر | کمال تبریزی                  | در نقش «عارف قزوینی» در سال ۱۳۸۶ از شبکه ۲ پخش شد.                                        |
| ۱۳۸۴      | رقص پرواز                             | بازیگر | احمد مرادپور                 |                                                                                           |
| ۱۳۸۴      | یک مشت پر عقاب                        | بازیگر | اصغر هاشمی                   |                                                                                           |
| ۱۳۸۲      | تله‌تئاتر «نکراسف»                     | بازیگر | ساسان امیرپور، محمد رحمانیان | در نقش «آقای پالوتن» - نویسنده: «ژان-پل سارتر»                                            |
| ۱۳۸۱      | تله‌تئاتر «بازپرس کل»                  | بازیگر | ساسان امیرپور، محمد رحمانیان | بر اساس نمایشنامه‌ای از «نیکلای گوگول»                                                     |
| ۱۳۸۱      | مهر خاموش                             | بازیگر | مسعود آب پرور سیروس مقدم     |                                                                                           |
| ۱۳۸۰–۱۳۷۹ | دوستانه                               | بازیگر | محمد رحمانیان                | بازی در اپیزود «الفبای ۲۰۰۰ ساله» از برنامه کودک و نوجوان شبکه ۲ پخش می‌شد.                |
| ۱۳۷۹      | بازگشت به زندگی                       | بازیگر | سیداحمد پایداری              |                                                                                           |
| ۱۳۷۹      | قصه‌های شبانه                          | بازیگر | محمد رحمانیان                | شبکه ۲                                                                                    |
| ۱۳۷۹      | امواج جادویی                          | بازیگر | محمد عمرانی                  | شبکه ۱                                                                                    |
| ۱۳۷۷      | چشم‌به‌راه                              | بازیگر | اصغر فرهادی                  | شبکه تهران کارگردان تلویزیونی: «مهتاج نجومی»                                              |
| ۱۳۷۷      | تله‌تئاتر «کشتی اسپرانزا»              | بازیگر | ساسان امیرپور، محمد رحمانیان | شبکه ۲ کارگردان تلویزیونی: «ساسان امیرپور» نویسنده: «فرد فون هورشلمان»                    |
| ۱۳۷۶      | تله‌تئاتر «تله موش»                    | بازیگر | ساسان امیرپور، حسن فتحی      | شبکه ۲ بر اساس داستانی از «آگاتا کریستی»                                                  |
| ۱۳۷۶      | نمایش طنز «دنبالشو نگیر»              | بازیگر | میکائیل شهرستانی             | شبکه ۲                                                                                    |
| ۱۳۷۵      | تله‌تئاتر «کسب و کار آقای فابریزی»     | بازیگر | محمدرضا خاکی                 | کارگردان تلویزیونی: «مسعود فروتن»                                                         |
| ۱۳۷۵      | خانواده رضایت                         | بازیگر | حمید امجد مازیار میری        |                                                                                           |
| ۱۳۷۵      | هوای تازه                             | بازیگر | محمد رحمانیان حسن فتحی       | شبکه ۳                                                                                    |
| ۱۳۷۴      | تله‌تئاتر «قاضی و رئیس دادگاه خانواده» | بازیگر | منیژه محامدی                 | شبکه ۲ کارگردان تلویزیونی: «ناصر شوندی»                                                   |
| ۱۳۷۴      | تله‌تئاتر «خانه عروسک»                 | بازیگر | منیژه محامدی                 |                                                                                           |
| ۱۳۷۴      | یک داستان                             | بازیگر | محمد رحمانیان                | شبکه ۲                                                                                    |
| ۱۳۷۳      | تله‌تئاتر «آمیز قلمدون»                | بازیگر | هادی مرزبان                  | شبکه ۲ / پخش نگردید. نویسنده: «اکبر رادی» کارگردان تلویزیونی: «بیژن صمصامی»               |
| ۱۳۷۳      | برگی از زندگی                         | بازیگر | هرمز هدایت                   | شبکه ۲                                                                                    |
| ۱۳۷۲      | تله‌تئاتر «فیزیکدان‌ها»                 | بازیگر | رضا کرم‌رضایی                 | شبکه ۲ نویسنده: «فردریش دورنمات»                                                          |
| ۱۳۷۱      | تله‌تئاتر «بازپرس وارد می‌شود»          | بازیگر | رضا بابک                     | شبکه ۲ کارگردان تلویزیونی: «مسعود فروتن»                                                  |
| ۱۳۷۰      | تله‌تئاتر «واریتهٔ آمریکایی»            | بازیگر | محمد رحمانیان                | کارگردان تلویزیونی: «مسعود فروتن»                                                         |
| ۱۳۶۹      | آلبوم خانوادگی                        | بازیگر | محمد رحمانیان                | این مجموعه در آغاز، «واریته آمریکایی» نام داشت.                                           |
| ۱۳۶۸      | مسافرخانه                             | بازیگر | مسعود کرامتی                 | در برنامه کودک و نوجوان شبکه ۲ پخش می‌شد.                                                  |
| ۱۳۶۶      | این شرح بی‌نهایت                       | بازیگر | اسماعیل خلج حمید حمزه        | کارگردانان تلویزیونی: «بیژن صمصامی» و «شهریار بدیعی»                                      |
| ۱۳۶۵      | راهزن                                 | بازیگر | مرضیه برومند                 | این نمایش، یکی از اپیزودهای مجموعه «راویان اخبار» بود.                                    |
| ۱۳۶۵      | مفتری                                 | بازیگر | حمید لبخنده                  | کارگردان تلویزیونی: «اسدالله ایمن» این نمایش، یکی از اپیزودهای مجموعه «راویان اخبار» بود. |
| ۱۳۶۳      | تله‌تئاتر «اسکندر شاه مغلوب»           | بازیگر | سید داود میرباقری            | کارگردان تلویزیونی: «امیر آقامیری»                                                        |
| ۱۳۶۳      | تله‌تئاتر «دستهای آلوده»               | بازیگر | صادق هاتفی                   | کارگردان تلویزیونی: «بیژن صمصامی» نویسنده: «ژان-پل سارتر»                                 |
| ۱۳۶۰–۱۳۶۳ | افسانه سلطان و شبان                   | بازیگر | داریوش فرهنگ                 | در نقش «کاتب»                                                                             |
| ۱۳۶۲      | تله‌تئاتر «ماه‌پنهان است»               | بازیگر | خسرو شایسته                  | کارگردان تلویزیونی: «مسعود فروتن»                                                         |

### دوبله
- ۱۳۶۸ - مجنون
- ۱۳۶۸ - پاتال و آرزوهای کوچک
- ۱۳۶۸ - بی‌بی چلچله
- دوبلور ماهی پرنده در انیمیشن جزیره ناشناخته (سریندیپیتی)
- در انیمیشن شرلوک هلمز به‌جای شخصیت‌های مختلف
- فیلم کارتونی پینوکیو (به جای دلفین)
- شخصیت گربه در کارتون دهکده حیوانات (میشا)
- خانه کوچک (نقشهای مختلف)
- داستان زندگی (شوهر میتسو)